# Thomas Hyde

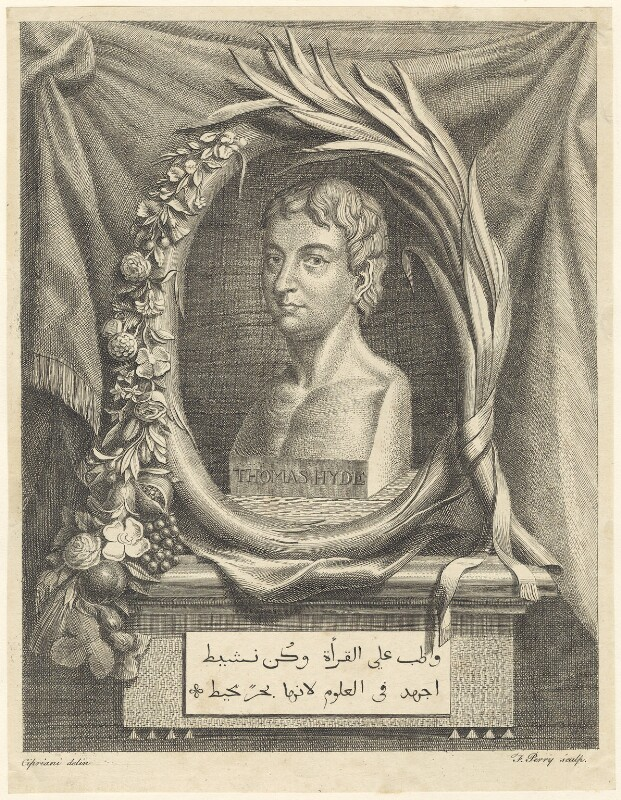
Darstellung von Thomas Hyde aus Syntagma dissertationum (1767)

Thomas Hyde (* 29. Juni 1636 in Billingsley bei Bridgnorth, Shropshire; † 18. Februar 1703 in Oxford) war ein englischer Orientalist und Sprachwissenschaftler. Die erste Erwähnung des Wortes Dualismus geht auf ihn zurück.
Schon früh vermittelte ihm sein Vater, der Rektor war, Kenntnisse in den vorderasiatischen Sprachen. In seinem sechzehnten Lebensjahr begann er ein Studium am King’s College in Cambridge bei Abraham Wheelock. Seine raschen Fortschritte im Verständnis arabischer, persischer und syrischer Texte befähigten ihn zur Mitarbeit unter Brian Walton an dessen Bibel-Polyglotte.
Als Schachhistoriker trat Hyde 1689 mit dem Buch De historia Shahiludii tria scripta Hebraica in Erscheinung, das als erstes wissenschaftliches Schachgeschichtsbuch gilt.
Im Jahre 1691 folgte er Edward Pococke als Laudian Professor of Arabic, einer bedeutenden Professur für Arabisch an der Universität Oxford, und 1697 übernahm er Roger Althams Platz als Regius Professor of Hebrew.

## Werke
- Tabulae long. ac lat. stellarum fixarum, ex observatione Ulugh Beighi, Tamerlanis magni nepotis, regionum ultra citráque Gjihun (i. Oxum) principis potentissimi. Oxford 1665 (Digitalisat) – Edward Hyde, 1. Earl of Clarendon gewidmet
- Catalogus impressorum librorum bibliothecae Bodlejanae in academia Oxoniensi. Oxford 1674 (Digitalisat) – dem damaligen Erzbischof von Canterbury, Gilbert Sheldon, gewidmet
- Jang ampat Evangelia derri tuan kita Jesu Christi, daan Berboatan derri jang Apostoli bersacti, bersalin dallam bassa Malayo. That is, The Four Gospels of our lord Jesus Christ, and the Acts of the Holy Apostles, translated into the Malayan Tongue. Oxford 1677 (Digitalisat) – Robert Boyle als einem der Direktoren der englischen Ostindien-Kompanie gewidmet
- Epistola de mensuribus et ponderibus Serum seu Sinensium Epistola. ... Omnium nomina exhibentur lingua Serica, subjunctis characteribus propriis. Oxford 1688 (Digitalisat) – Adressat des Briefes ist der Oxforder Astronom Edward Bernhard
- De historia Shahiludii tria scripta Hebraica, ... Omnia ex chartis MSS jam primo deprompsit & Latinè vertit Thomas Hyde ... De ludis orientalium libri primi pars 2da, quae est Hebraica: priore parte (quae Latinè agit de solo Shahiludio apud Arabes, Persas, Indos, Chinenses, &.) hactenus ineditâ, donec sumptum facturis videbitur. Oxford 1689
- Tractatus Alberti Bobovii Turcarum imp. Mohammedis IVti olim interpretis primarii, de Turcarum liturgia, peregrinatione Meccana, circumcisione, aegrotorum visitatione, &c. Oxford 1690 – enthalten in Itinera mundi (1691), siehe unten
  - (engl. Übs.:) A treatise concerning Turkish liturgy, the pilgrimage to Mecca, circumcision, visiting the sick, &c. London 1712 (Digitalisat)
- אגרת אורחות עולם id est, Itinera mundi, sic cicta nempe cosmographia, autore Abrahamo Peritsol. Oxford 1691 (Digitalisat) – Daniel Finch gewidmet
- Mandragorias, seu Historia Shahiludii, viz. ejusdem origo, antiquitas, ususque per totum Orientem celeberrimus. ... De ludis Orientalium libri primi pars prima, quæ est Latina. ... De ludis Orientalium libri primi pars 2da, quae est Hebraica. Oxford 1694 (Digitalisat) – dem damaligen First Lord of the Treasury, Sidney Godolphin, gewidmet
- Shahiludium traditum in tribus scriptis Hebraicis, ... De ludis Orientalium libri primi pars 2da, quae est Hebraica. Oxford 1694 (Digitalisat)
- Historia nerdiludii, hoc est dicere, trunculorum ... De ludis Orientalibus lib. 2dus. Oxford 1694 (Digitalisat)
- Historia religionis veterum Persarum, eorumque magorum. Oxford 1700 (Digitalisat), 2. Aufl. Oxford 1760 (Digitalisat) – dem damaligen Lord Chancellor, John Somers, gewidmet
- (hrsg. von Gregory Sharpe:) Syntagma dissertationum quas olim auctor doctissimus Thomas Hyde S.T.P. separatim edidit. Accesserunt nonnulla ejusdem opuscula hactenus inedita, necnon de ejus vita scriptisque, προλεγομενα. Cum appendice de lingua Sinensi, aliisque linguis Orientalibus. 2 Bde., Oxford 1767 (Digitalisat Bd. 1, Digitalisat Bd. 2)